# Новоукраїнка (Кам'янський район)
Новоукраї́нка — село в Україні, у Вишнівській селищній громаді Кам'янського району Дніпропетровської області.
Населення — 45 мешканців.

## Географія
Село Новоукраїнка знаходиться на відстані 0,5 км від села Мотронівка). До села примикає лісовий масив (дуб).

## Пам'ятки
Біля села розташований Комісарівський лісовий заказник.

## Населення

### Мова
Розподіл населення за рідною мовою за даними перепису 2001 року:
| Мова       | Кількість | Відсоток |
| ---------- | --------- | -------- |
| українська | 45        | 100%     |